# Cewnik Swana-Ganza
Cewnik Swana-Ganza, tzw. cewnik tętnicy płucnej (ang. pulmonary artery catheterization lub right heart catheterization) – rodzaj cewnika dożylnego, który pozwala na pomiar ciśnienia zaklinowania w tętnicy płucnej - parametru, który służy do oceny wydolności i warunków pracy obciążenia wstępnego lewej komory w intensywnej terapii. Został wprowadzony w 1972 przez Jeremy'ego Swana i Williama Ganza.

## Konstrukcja
Cewnik składa się z giętkiego przewodu, który przenosi ciśnienie hydrostatyczne z końcówki pomiarowej do urządzenia mierzącego znajdującego się poza organizmem pacjenta, termistora oraz balonika umieszczonego przed dystalnym ujściem cewnika.

## Zasada działania
Cewnik ten wprowadza się przez wkłucie centralne do prawego przedsionka i dalej do prawej komory; następnie przez zastawkę pnia płucnego, pień tętnicy płucnej i dalej, do odgałęzień tętnicy.
Wielkość balonika jest tak dobrana, aby ostatecznie utknął on w naczyniu płucnym o takim kalibrze, aby jego zamknięcie nie zagrażało zdrowiu pacjenta.
W tej pozycji balonik odizolowuje końcówkę pomiarową od ciśnienia generowanego przez prawą komorę, a ciśnienie które mierzy jest w przybliżeniu ciśnieniem w lewym przedsionku, przenoszącym się wstecznie przez żyły, kapilary i dystalne od zaklinowanego naczynia odgałęzienia tętnicy płucnej.

## Parametry możliwe do ustalenia dzięki cewnikowi Swana-Ganza
- ośrodkowe ciśnienie żylne (OCŻ, CVP – ang. central venous pressure)
- ciśnienie w prawym przedsionku (RAP – ang. right atrial pressure, średnio 4–5 mmHg)
- ciśnienie w prawej komorze
- ciśnienie w tętnicy płucnej (PAP – ang. pulmonary artery pressure, ciśnienie skurczowe 25–30 mmHg, ciśnienie końcoworozkurczowe 5 mmHg)
- ciśnienie w kapilarach płucnych (ciśnienie zaklinowania, PCWP – ang. pulmonary capillary wedge pressure, średnio 8–12 mmHg): odpowiada ciśnieniu w lewym przedsionku
- rzut serca, tj. objętość minutowa serca (CO – ang. cardiac output, 5-8 l/min.; metoda termodylucji przez iniekcję określonego bolusu zimnego roztworu soli fizjologicznej)
- wskaźnik sercowy (CI – ang. cardiac index, 2,5–4 l/min./mkw)
- naczyniowy opór płucny (PVR – ang. pulmonary vascular resistance)
- naczyniowy opór obwodowy (SVR – ang. systemic vascular resistance)
- saturacja mieszanej krwi żylnej

## Przeciwwskazania stosowania
Zakładanie cewnika Swana-Ganza jest przeciwwskazane w zwężeniu zastawek trójdzielnej i płucnej, w siniczych wadach serca, u chorych z zakrzepami w jamach prawego serca, z założonymi elektrodami do czasowej stymulacji przezżylnej (możliwość zapętlenia) i z zagrażającymi życiu zaburzeniami rytmu serca.

## Powikłania
Podczas zabiegu mogą powstać następujące powikłania u pacjenta:
- krwiak w miejscu wkłucia (20%)
- konieczność zmiany położenia cewnika
- komorowe zaburzenia rytmu (50%) lub przewodzenia (3%) o najczęściej łagodnym, przemijającym charakterze
- zakażenie w miejscu wkłucia lub związane z dłuższą obecnością cewnika w naczyniu wymagające antybiotykoterapii
- zmiany zakrzepowe w naczyniu żylnym przez które wprowadzono cewnik wymagające leczenia przeciwkrzepliwego
- zawał płuca (1,3%)
- uszkodzenie ściany tętnicy płucnej wymagające leczenia operacyjnego z otwarciem klatki piersiowej (0,2%)